# Urban Legends (TV-serie)
Urban Legends är en kanadensisk dokumentärserie ursprungligen ledd av Michael Allock. Första avsnittet hade premiär den 18 juni 2007. Sedan 2011 leds serien i stället av David Hewlett. I varje program presenteras tre vandringssägner, och det är sedan upp till publiken att lista ut vilken eller vilka av dem som är sanna. I slutet av programmet avslöjas sedan de rätta svaren. Förutom huvudmyterna finns även kortare minimyter som visas innan reklampaus. Efter reklamen visas det om minimyten var sann eller falsk.